# Висш съвет на Главната адвокатура на Съюза (Бразилия)
Висшият съвет на Главната адвокатура на Съюза (на португалски: Conselho Superior da Advocacia-Geral da União — CSGU) е висш колегиален и ръководен орган на Главната адвокатура на Бразилия, който се председателства от главния адвокат на Съюза.

## Състав и правомощия
Основните функции на Съвета са:
1. да организира и провежда конкурси за назначаване на нови членове на Главната адвокатура на Бразилия, както и да формулира основните критерии за тяхното провеждане;
2. да съставя списъци за повишение или отстраняване от длъжност на членове на AGU, както и да разглежда протести и жалби срещу включването, изключването или класирането в тези списъци, както и такива, които са отнесени до главния адвокат на Съюза.
3. да определя обективни критерии за повишение поради заслуги на адвокатите на Съюза и на финансовите прокурори.
4. да взима решения за понижение или отстраняване от служба на членове на Адвокатурата на Съюза и на Финансовата прокуратура.

Висшият съвет на Главната адвокатура е колегиален орган, чийто състав се формира от лицата, посочени в Закона за Главната адвокатура от 1993 г. Съставът на Съвета е разширен и от Вътрешния правилник на Съвета, каквато възможност се допуска в закона. Законът обаче разделя членовете на Висшия съвета на AGU на две основни групи: членове по право и избираеми членове.
Групата на членовете по право се състои от пет лица, посочени в закона, и още единадесет, посочени във Вътрешния правилник на Съвета:
1. Главния адвокат на Съюза (по закон), който е и председател на Съвета
2. Главния прокурор на Съюза (по закон)
3. Заместника на главния прокурор на Съюза
4. Главния финансов прокурор (по закон)
5. Заместника на главния финансов прокурор
6. Главния консултант на Съюза (по закон)
7. Заместника на главния консултант на Съюза
8. Главният корежедор на Главната адвокатура на Съюза (по закон)
9. Заместника на главния корежедор
10. Главния федерален прокурор
11. Един главен федерален субпрокурор
12. Главния прокурор на Централната банка
13. Заместника на главния прокурор на Централната банка
14. Главния секретар по съдопроизводството
15. Заместника на главния секретар по съдопроизводството
16. Главния секретар на Консултативната служба на Съюза

Избираемите членове на съвета заемат местата си за мандат от две години. Законът определя двама избираеми членове- един представител на кариерата Адвокат на Съюза заедно с един негов заместник, избрани от членовете на всички дялове на Главната адвокатура. Вътрешният правилник на Съвета увеличава броя на мандатните членове с още шестима души – представители на свързаните органи на Главната адвокатура:
1. един представител на колегията на адвокатите на Съюза
2. един представител на колегията на адвокатите на Съюза (заместник)
3. един представител на колегията на финансовите прокурори
4. един представител на колегията на финансовите прокурори (заместник)
5. един представител на колегията на федералните прокурори на Съюза
6. един представител на колегията на федералните прокурори на Съюза (заместник)
7. един представител на колегията на прокурорите на Централната банка
8. един представител на колегията на прокурорите на Централната банка (заместник)

Изборите за мандатни членове на Съвета на AGU се провеждат по електронен път съгласно правила, определени от Съвета, и при спазване на принципите за директен и таен вот.